# تنکیلر (اکلاهما)
تنکیلر(به انگلیسی: Tenkiller) شهری در ایالت اکلاهما کشور ایالات متحده آمریکا است که جمعیت آن در سرشماری سال ۲۰۱۰ میلادی، ۶۳۳ نفر بوده‌است.